# Doppelseitige Treuhand
Die Doppeltreuhand (auch als doppelseitige oder doppelnützige Treuhand bezeichnet) zeichnet sich dadurch aus, dass der Treuhänder gleichzeitig für die widerstreitenden Interessen verschiedener Personen tätig ist. 
Üblicherweise wird diese Konstruktion zur Besicherung von Ansprüchen benutzt. Ein Beispiel ist die Übertragung von Sicherungsgut auf einen Dritten, den Doppeltreuhänder. Die beteiligten Personen sind: Der Sicherungsgeber (Treugeber und Schuldner des gesicherten Anspruchs), der Gesicherte (Treugeber und Gläubiger des gesicherten Anspruchs) und der Doppeltreuhänder. Das Verhältnis zwischen Sicherungsgeber und Doppeltreuhänder ist eine Sicherungstreuhand und das Verhältnis zwischen Gesichertem und Doppeltreuhänder ist eine Verwaltungstreuhand. Diese Einordnung wird in der Literatur teilweise anders gesehen. Das Verhältnis zwischen Sicherungsgeber und Gesichertem ist kein Treuhandverhältnis.   
Beispiel: Arbeitgeber nutzt Treuhandverhältnis um Pensionsverpflichtungen gegen Insolvenz abzusichern 
In zunehmendem Maße nutzen Unternehmen – auch im Mittelstand – Treuhandmodelle (Contractual Trust Arrangements – CTA), um Wertguthaben und Pensionsverpflichtungen gegen Insolvenz zu sichern bzw. um die Bilanz durch Saldierung von Pensionsrückstellungen mit einem Planvermögen gemäß IFRS zu verkürzen. In den letzten Jahren wurden unterschiedliche Varianten dieser Treuhandmodelle entwickelt. Inzwischen zeichnet sich ein in der Praxis bevorzugtes Modell, die doppelseitige Treuhand, ab. Dabei überträgt der Arbeitgeber (Treugeber) auf Basis besonderer vertraglicher Regelungen Vermögensgegenstände auf ein Treuhandunternehmen. Dieses wird entweder vom Treugeber gegründet oder das Unternehmen tritt einer überbetrieblichen Treuhand-Einrichtung bei, die inzwischen von vielen Finanzdienstleistern am Markt angeboten werden. Grundlage der Vermögensübertragung ist ein Treuhandvertrag, aus dem in der Regel zwei wesentliche Funktionen des Treuhänders hervorgehen. Einerseits übernimmt der Treuhänder die Verwaltung und Anlage des Vermögens gemäß den Vorgaben des Treugebers (Verwaltungstreuhand). Zum anderen erfolgt im Rahmen einer entsprechenden vertraglichen Vereinbarung die Festlegung der zweiten treuhänderischen Funktion, der Sicherung des Vermögens gegen den Zugriff des Unternehmens bzw. von Gläubigern des Treugebers (Insolvenzsicherung). Diese Doppelaufgabe des Treuhänders trägt dazu bei, dass von einer doppelseitigen Treuhand gesprochen wird.   